# Saint-Maurice-Thizouaille
Saint-Maurice-Thizouaille é uma comuna francesa na região administrativa de Borgonha-Franco-Condado, no departamento de Yonne. Estende-se por uma área de 1,95 km². Em 2010 a comuna tinha 261 habitantes (densidade: 133,8 hab./km²).